# Brachinus phaeocerus
Brachinus phaeocerus är en skalbaggsart som beskrevs av Maximilien de Chaudoir. Brachinus phaeocerus ingår i släktet Brachinus och familjen jordlöpare. Inga underarter finns listade i Catalogue of Life.